# Vojnić
Vojnić – wieś w Chorwacji, w żupanii karlowackiej, siedziba gminy Vojnić. W 2011 roku liczyła 1221 mieszkańców.
Jest położony w Kordunie, na wysokości 146 m n.p.m., nad rzeką Radonją, 29 km na południowy wschód od Karlovaca. Przebiegają przezeń drogi z Karlovaca do bośniackich Novego Gradu i Velikiej Kladušy.
Miejscowa gospodarka oparta jest na przemyśle ceramicznym i tworzyw sztucznych.
W XVI wieku miał miejsce podbój osmański, w wyniku którego nastąpił eksodus ludności chorwackiej i napływ ludności prawosławnej. Po zakończeniu osmańskich rządów Vojnić był częścią habsburskiego Pogranicza Wojskowego.
W trakcie II wojny światowej był ośrodkiem partyzanckiego ruchu oporu. W trakcie wojny w Chorwacji w latach 90. XX wieku miejscowość znajdowała się pod kontrolą Republiki Serbskiej Krajiny. Chorwacja odzyskała ją w 1995 roku.